# 415 (číslo)
Čtyři sta patnáct je přirozené číslo. Následuje po číslu čtyři sta čtrnáct a předchází číslu čtyři sta šestnáct. Římskými číslicemi se zapisuje CDXV a řeckými číslicemi υιε.

## Matematika
Číslo 415 je:
- Deficientní číslo
- Složené číslo
- Nešťastné číslo

## Astronomie
- (415) Palatia je planetka hlavního pásu, kterou objevil v roce 1896 Max Wolf

## Roky
- 415
- 415 př. n. l.